# Puncture (película)
Puncture (Adicto en España) es una película protagonizada por Chris Evans, dirigida por Adam y Mark Kassen. Su fecha de estreno en Estados Unidos fue el 21 de abril de 2011.

## Trama
Un abogado adicto a las drogas se enfrenta a una empresa de salud mientras lucha con sus demonios personales.

## Reparto
| Actor           | Personaje         |
| --------------- | ----------------- |
| Chris Evans     | Michael Weiss     |
| Mark Kassen     | Paul Danziger     |
| Michael Biehn   | Red               |
| Vinessa Shaw    | Vicky             |
| Brett Cullen    | Nathaniel Price   |
| Marshall Bell   | Jeffrey Dancort   |
| Jesse L. Martin | Daryl King        |
| Kate Burton     | Senadora O'Reilly |
| Roxanna Hope    | Sylvia            |
| Jennifer Blanc  | Stephany          |
| W. Mark Lanier  | Él mismo          |

## Desarrollo
La filmación comenzó el 10 de febrero de 2010. 
Adam Kassen, uno de los directores, fue citado diciendo: "Desde el momento que escuchamos sobre esta película, lo relacionamos a lo que dice sobre el estado actual de nuestra industria médica y el héroe imperfecto que trata de arreglarla."